# ماریا تدسکی
ماریا تدسکی (ایتالیایی: Maria Tedeschi؛ زادهٔ ۲۱ مارس ۱۹۰۴–۲۹ ژانویه ۱۹۹۵) بازیگر اهل ایتالیا بود.
از فیلم‌هایی که وی در آن‌ها نقش داشته است، می‌توان به زندگی لئوناردو داوینچی، امشب در منزل آلیس، فرانچسکو، ماسک، چشمان سیاه، شیطان در بدن، جینجر و فرد، نام گل سرخ، بهیار، سکس و لذت، بیا جلو، ابله، یک پارچه جواهر، پیرینو، پزشک اس.ای.یو.بی.، من خوش‌عکسم، شهر زنان، شکر، عسل و فلفل، تمرین ارکستر، خانم معلم با همه کلاس… می‌رقصد، رو به جلو… حرکت!، مشکل پردردسر، جالو در ونیز، جنایت بی‌نقص، کلافه و ملول از محبت خانواده، مرد لاتینو… تحت تعقیب، شب بخیر، آقایان و خانم‌ها، سکس با لبخند ۲، نشان تو چیست؟، دو قلب، یک نیایشگاه، حلزون بزرگ، آمارکورد، جووانونا شاسی‌بلند، دلیل آن قطره‌های عجیب خون روی بدن جنیفر چیست؟، اسمش را آندره‌آ می‌گذاریم، اولین شب آرامش، پرنده‌ای با بال‌های بلورین، ساتیریکون فلینی، با صدای لوپارا، من، من، من… و دیگران، گنجینه سان جنارو، خیانت به سبک ایتالیایی، ببخشید، موافقید یا مخالف؟، پری‌ها، جولیتای ارواح، نعلبکی بال‌دار، همسرم، هشت‌ونیم، آنا و راهزن اشاره نمود.